# NGC 3159
NGC 3159 (również PGC 29825) – galaktyka eliptyczna (E2), znajdująca się w gwiazdozbiorze Małego Lwa. Odkrył ją Guillaume Bigourdan 1 lutego 1886 roku.